# Макарий (Дрэгой)
Епи́скоп Мака́рий (рум. Episcopul Macarie, в миру Мариус Дан Дрэгой, рум. Marius Dan Drăgoi; род. 9 мая 1977, Кэяну-Мик, Бистрица-Нэсэуд) — епископ Румынской православной церкви, епископ Североевропейский (с 2008).

## Биография
С 1983 по 1990 год (с первого по седьмой классы) обучался в средней школе села Спермезеу, жудеца Бистрица-Нэсэуд, а в восьмом классе (с 1990 по 1991 год) учился в средней школе имени святого Константина Брынковяну в Клуж-Напоке. С 1991 по 1996 год обучался в православной семинарии-лицее святого митрополита Дософтея в Сучаве.
В 1996 году поступил на факультет православной теологии Университета Бабеша — Бойяи в Клуж-Напоке на отделение пастырской теологии. Обучаясь там, с июня по сентябрь 1997 года прошёл курсы повышения квалификации французского языка в сообществе «Le Verbe De Vie» в Обазине, Франция. С 2000 по 2001 год обучался в магистратуре того же факультета на отделении теологии и истории. С февраля по апрель 2002 года прошёл курсы повышения квалификации английского языка в «The English Language Centre» в Йорке, Великобритания. С 2000 по 2005 год обучался в докторантуре на факультете европеистики того же университета по специальности «европейская история и этнология», защитив с диссертацию «История и культурная идентичность на северо-западе Трансильвании». С 2001 по 2005 года обучался в докторантуре того же университета на факультете православной теологии по специальность «История Румынской православной церкви и основы палеографии».
23 января 2003 года в монастыре святого Иоанна Крестителя в Алба-Юлии архиепископом Алба-Юльским Андреем (Андрейкуцем) пострижен в монашество с именем Макарий. На следующий день тем же архиереем был хиротонисан во иеродиакона, а 6 января 2004 года в храме Рождества Иоанна Кретителя тем же архиереем — в сан иеромонаха.
В 2004—2005 годы во время учёбы в университетах Лидса и Дарема в Великобритании, с благословения и под руководством митрополита Западно и Южноевропейского Иосифа (Попа) учредил приход святого Макария Великого в Мирфилде-Лидсе с двумя филиалами в Манчестере и Корби. Этот приход стал первым румынский православным приходом на севере Англии.
24 апреля 2005 года архиепископ Вадский, Фелякский и Клужский Варфоломей (Анания) совершил его хиротесию в протосинкелла и экклесиарха кафедрального собора Клуж-Напока.
Решением епархиального собрания новообразованной Северо-Европейский епископии Румынского патриархата 23 февраля 2008 года был избран кандидатом в епископы Северо-Европейские. Священный Синод Румынской православной церкви 5 марта того же года утвердил избрание.
16 марта 2008 в кафедральном соборе Клуж-Напока архиепископом Варфоломеем (Ананией) был возведён в сан архимандрита.
2 апреля 2008 года того же получил академическое звание доктора богословия, получив максимальную квалификацию, с диссертацией: «Православные и греко-католики в Трансильвании (1874—1916). Конвергенции и расхождения».
2 мая того же года в митрополичьем соборе в Клуж-Напоке последовала его архиерейская хиротония, которую совершили: архиепископ Вадский, митрополит Клужский, Албийский, Крисанский и Марамурешский Варфоломей (Анания), архиепископ Берлинский, митрополит Германский, Центрально и Северо-Европейский Серафим (Жоантэ), архиепископ Алба-Юльский Андрей (Андрейкуц).
6 июля 2008 года в сербском соборе святого Саввы в Стокгольме состоялась его интронизация. На тот момент Североевропейская епархия насчитывала 14 приходов в Швеции, 8 — в Дании и 5 — в Норвегии.